# Thuidium lonchopodum
Thuidium lonchopodum là một loài rêu trong họ Thuidiaceae. Loài này được Paris mô tả khoa học đầu tiên năm 1898.
Danh pháp khoa học của loài này chưa được làm sáng tỏ. 